# ルカイ語
ルカイ語（ルカイご）は、台湾南部の先住民族であるルカイ族の母語で、高雄市、屏東県、台東県を中心に話されている言語である。漢字では魯凱語と表記される。

## 区分/方言
- 霧台ルカイ語（Ngudradrekay）:話者人数が最も多い。
- 東ルカイ語（達魯瑪克、大南）（Taromak Drekay、Tanan）。
- 茂林ルカイ語（Teldreka） 。
- 多納ルカイ語（Thakongadavane）
- 萬山ルカイ語（'Oponoho）。